# Oberneulander Mühle

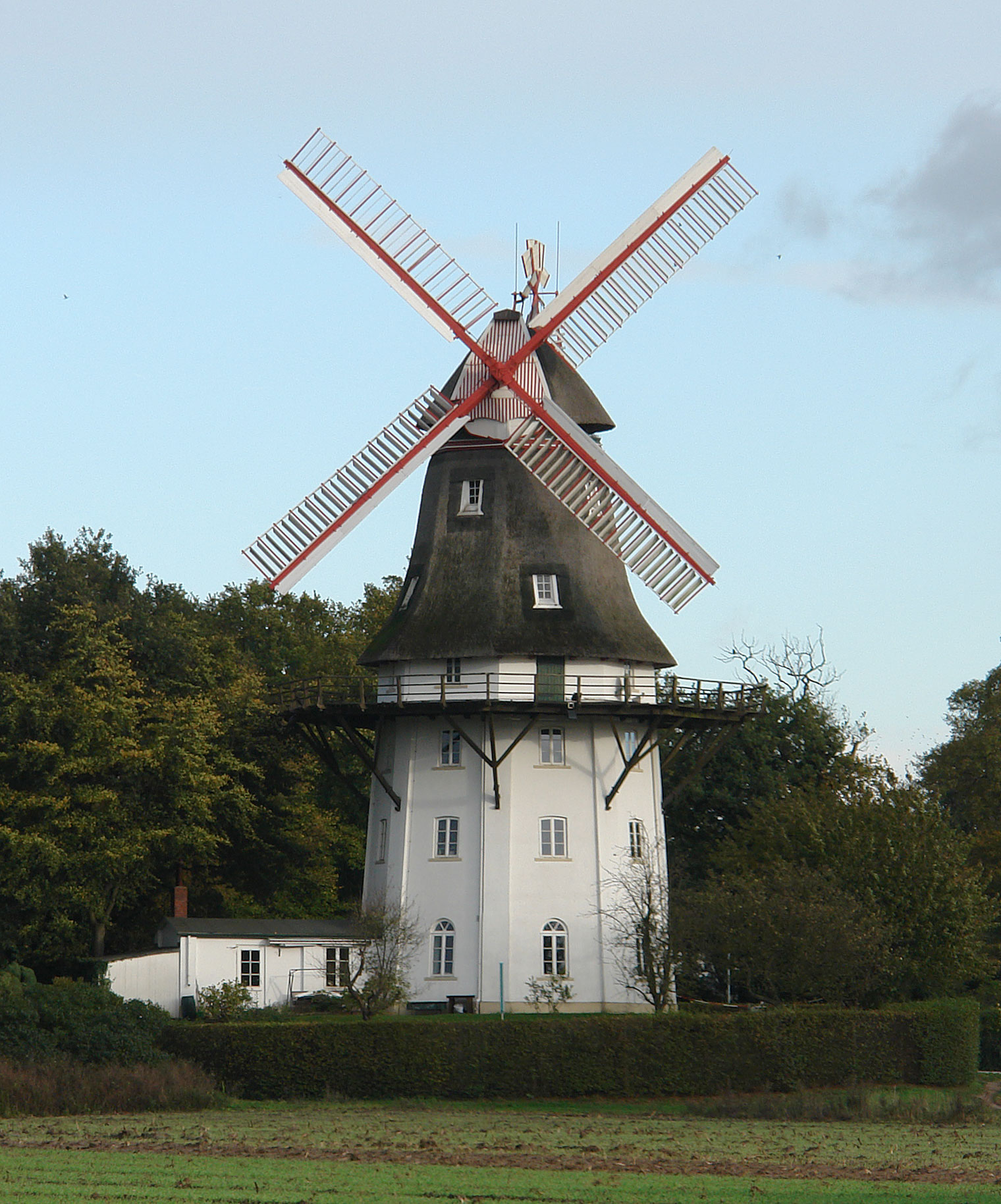
Oberneulander Mühle

Die Oberneulander Mühle ist eine Windmühle im Bremer Ortsteil Oberneuland. Seit 1973 ist sie als Einzeldenkmal in der Landesdenkmalliste der Freien Hansestadt Bremen verzeichnet.

## Geschichte
Zuerst stand hier eine Bockwindmühle, die vermutlich im frühen 17. Jahrhundert errichtet und 1768 erstmals urkundlich erwähnt wurde. 1840 brannte diese Mühle ab.
Der Neubau einer Holländermühle erfolgte 1848 durch Brünn Ehlers. Ab 1920 wurde die Mühle von der Firma Behrens & Schröder betrieben. Seit 1953 steht die Mühle unter Denkmalschutz. 1964 wurde sie der Stadt Bremen geschenkt und danach wiederhergerichtet. 1972 richtete das Focke-Museum hier eine Mühlenabteilung ein.
Die Oberneulander Mühle ist Station 43 der Niedersächsischen Mühlenstraße und Wahrzeichen des Ortsteils Oberneuland. Seit 1972 ist die instandgesetzte Mühle als Außenstelle des Bremer Landesmuseum für Kunst und Kulturgeschichte der Öffentlichkeit zugänglich. Neben der Mühlentechnik ist die ständige Ausstellung Vom Korn zum Brot zu besichtigen.

## Bauweise
Die Oberneulander Mühle ist eine Windmühle vom Typ Galerieholländer mit dreigeschossigem, achteckigem Unterbau aus verputztem Mauerwerk mit tragenden Ecklisenen. Der Fachwerk-Mühlenkörper ist wie die Haube mit Reith verkleidet. Die Windrichtungsnachführung der vier Jalousieflügel erfolgt selbsttätig durch eine Windrose. Die Mühle ist komplett betriebsfähig.